# خرفه دریایی
خرفه دریایی (نام علمی: Halimione portulacoides) نام یک گونه از تیره تاج‌خروسیان است.